# Pidonia chairo
Pidonia chairo är en skalbaggsart som beskrevs av Koichi Tamanuki 1942. Pidonia chairo ingår i släktet Pidonia och familjen långhorningar. Inga underarter finns listade i Catalogue of Life.